# Tempête tropicale Beryl (2000)
Pour les articles homonymes, voir Cyclone tropical Beryl.
La tempête tropicale Beryl est le cinquième cyclone tropical, et la deuxième tempête tropicale de la saison cyclonique 2000 dans l'océan Atlantique nord.

## Évolution météorologique
Une onde tropicale est observé à partir du 30 juillet sur l'Afrique centrale. Le 3 août, elle émerge des côtes africaines. Elle possède alors déjà une circulation fermée. Cette onde se divise alors en deux entités distinctes. Sa portion nord donne naissance le même jour, 3 août, à la dépression tropicale Trois qui deviendra l'ouragan Alberto. Sa portion sud traverse l'Atlantique vers l'ouest, prise dans les alizés. Elle produit peu de convection, et ne montre pas de signes d'organisation. Elle atteint la péninsule du Yucatán le 12 août. Sa convection s'allume alors, sous l'effet du réchauffement diurne qui favorise le développement d'orages en fin d'après midi, mais aussi en partie à la brise de mer, qui s'établit elle aussi durant l'après-midi. L'onde émerge alors le 13 septembre en baie de Campêche. Elle a une zone de dépression et une circulation large. Une reconnaissance aérienne et les images satellites mettent en évidence la formation de la dépression tropicale Cinq, le 13 août à 18 h UTC.
La dépression circule assez lentement en périphérie d'un anticyclone d'altitude au-dessus des Rocheuses et du Texas. Elle circule ainsi dans un flux de nord ouest, qui la dirige vers la côte du Mexique. Ce mouvement l'amènera à toucher terre le 15 août à 6 h UTC, devenue entre-temps tempête tropicale, 36 h après sa formation.

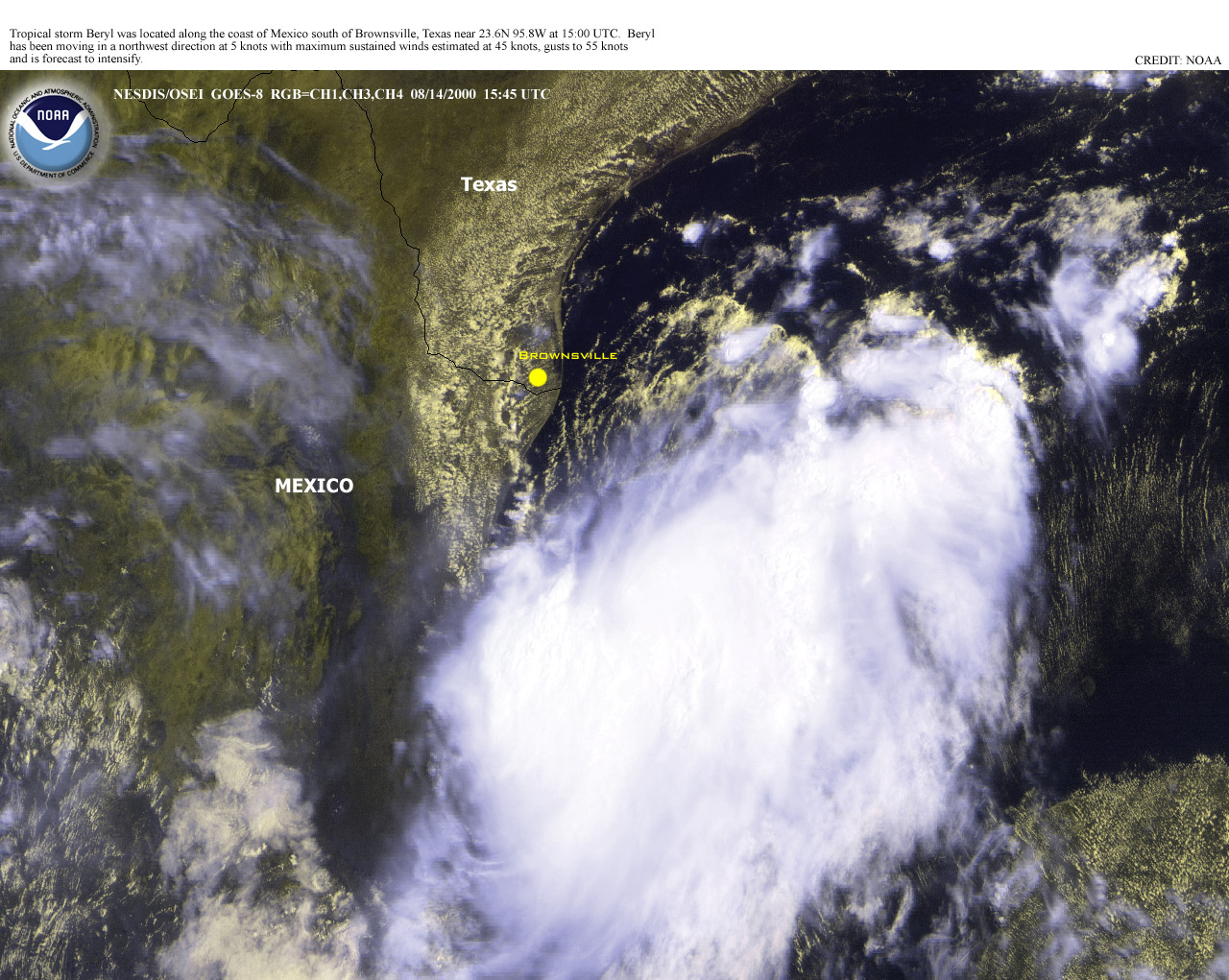
Beryl le 14 août, au large des côtes mexicaines. Son renforcement en ouragan était encore craint à ce moment.

La dépression peine à se renforcer. Les différentes reconnaissances aériennes et les radars mettent en évidence que le centre reste mal défini et ne s'est pas contracté. Le 14 août, à la suite d'une poussée convective d'importance, la dépression parvient finalement à se creuser. La pression baisse à peine, de 1 hPa, mais les vents se renforcent quand même. Il est estimé que la dépression a atteint le statut de tempête tropicale, nommé Beryl, le 14 août à 6 h UTC. Ce creusement s'est accompagné de la reformation du centre de bas niveau, ce qui fait que Beryl a fait un saut vers l'ouest durant les premières heures du 14 août. Cette tendance au renforcement ne se maintient cependant pas. Dans la soirée du 14, le National Hurricane Center note que le centre de Beryl ressemble plutôt à l'axe d'un creux barométrique avec une absence de centre bien défini. Durant la journée du 15 août, des poussées convectives sur le flanc ouest provoquent la formation de multiples petits tourbillons en marge du centre. Cette absence de renforcement peut être imputé à deux facteurs. La présence de l'anticyclone d'altitude au nord de Beryl l'a conduit vers le nord-ouest. Mais il a aussi provoqué un cisaillement de vent qui l'a désorganisé. Ce cisaillement a également favorisé l'injection d'air sec présent au-dessus du golfe du Mexique. Finalement, Beryl s'échoue en ne s'étant jamais réellement creusé, à 165 kilomètres au sud de Brownsville (Texas) ; et à 55 kilomètres au nord de La Pesca (Tamaulipas).
Beryl s'affaiblit rapidement après avoir touché terre. Il est déclassé en dépression tropicale 6 h après son échouage, le 15 août à 12 h UTC. Le soir même, Beryl se dissipe aux environs de Monterrey.

## Préparatifs
Les premières prévisions montraient que Beryl pouvait devenir un ouragan minimal avant de toucher terre. Ainsi, une alerte à l'ouragan est émise le 14 août à 15 h UTC pour la côte texane et mexicaine, de Baffin Bay (Texas), à La Pesca, (Tamaulipas). Elle était associée à une alerte à la tempête au sud de La Pesca, jusqu'à Tampico, Tamaulipas. Il devient cependant évident que Beryl n'avait pas la capacité de s'intensifier plus avant. Le 15 août à 3 h UTC, l'alerte à l'ouragan est donc déclassé en alerte à la tempête tropicale. Au nord de Port Mansfield (Texas), toute alerte est même levée. Beryl s'affaiblissant rapidement après son échouage, l'alertes pour la côte texane est levé le même jour à 9 h UTC. Finalement, l'alerte pour la côte mexicaine est levé à 15 h UTC.